# Донской войсковой Круг
Донской войсковой Круг или позднее Войсковой Круг Всевеликого Войска Донского — форма самоуправления у донских казаков, возродившаяся после Февральской революции и игравшая большую роль в годы Гражданской войны.

## История
Войсковой круг — так называлось у казаков собрание, созываемое для решения дел, касающихся всего войска (подобно станичному кругу — в станицах). Это был первоначальный вид самоуправления у вольных казаков. Каждый казак, присутствовавший на Кругу, имел право высказать своё мнение. Но решение, принятое на нём большинством голосов, было обязательным для всех, и исполнение его поручалось войсковому атаману, избиравшемуся ежегодно тем же кругом.
В начале XVII века власть войскового атамана значительно усилилась. Пётр I свои повеления обращал к атаману, а избранному в 1718 году донскому атаману Василию Фролову приказано быть в должности до указу, то есть бессменно. С 1738 года атаман Донского войска стал назначаться Российским императором. Такая же реформа вскоре была проведена и в других казачьих войсках, это привело к усилению власти атаманов, а Войсковой круг утратил своё прежнее значение. Однако, номинально Круг ещё продолжал существовать.
По смерти Василия Фролова в 1723 году Войсковой Круг в последний раз приступил к выбору атамана. Выбор донских казаков был сделан в пользу Ивана Матвеева (Краснощёкова). Но царь Пётр распорядился, что атаманом будет бессменно Андрей Лопатин. Преемник Лопатина в 1735 году Иван Фролов всюду именуется уже только наказным атаманом
Окончательно самоуправление круга было уничтожено в Донском войске в 1775 году с учреждением при атамане войсковой канцелярии.

## Возрождение Донского самоуправления

### Первый Большой войсковой Круг

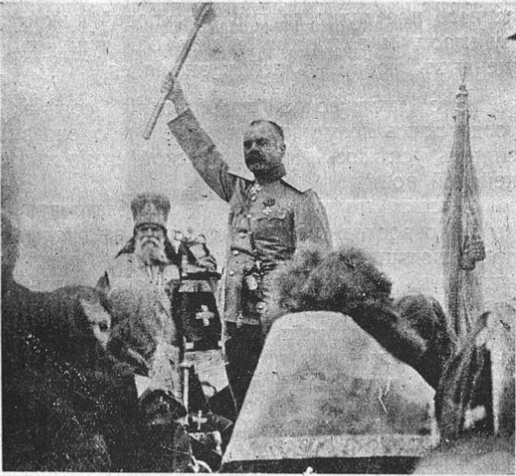
Избрание Каледина атаманом Войска Донского 18 июня 1917 года.

Первый Большой войсковой Круг Войска Донского состоялся с 26 мая по 18 июня 1917 года в Новочеркасске. На нём присутствовало 668 делегатов (444 депутата от станиц и 224 — от войсковых подразделений). Круг положил начало формированию казачьей сословной государственности. Постановления Круга имели статус подзаконных актов к законам Временного правительства. Был возрождён институт выборных атаманов. Круг сформировал орган исполнительной власти нового сословного государства — Войсковое Правительство, которое возглавил первый после Петровской эпохи избранный Атаман генерал-лейтенант Алексей Максимович Каледин. Товарищем атамана был избран М. П. Богаевский. Начальником Штаба — полковник Я. П. Араканцев.
Старшинами Войскового Правительства избраны:
- В. И. Бондарев и А. Ф. Казменков от Черкасскаго округа
- Е. П. Савельев и Т. А. Ковалёв от 1-го Донского округа
- Н. Н. Кушнарёв и М. Е. Генералов от 2-го Донского округа
- И. Ф. Поляков и М. Е. Игумнов от Уть-Медведицкого округа
- В. Я. Бирюков и П. Р. Дудаков от Хоперского округа
- В. Н. Романов и И. Д. Доманов от Донецкого округа
- В. В. Антонов и А. А. Алексеев от Сальского округа

Первый Большой войсковой Круг Дона утвердил «Положение об общественном управлении станиц казачьих войск».

1. . Вводимая ныне новая организация по общественному управлению, избранная всеобщим, равным, прямым и тайным голосованием, как организация нормального постоянного типа подлежит контролю лишь избирателей; общественные, временные организации революционного характера вмешиваться в хозяйственно-административную деятельность казачьего управления не имеют права.
2. . В казачьих поселениях исполнительные комитеты – хуторские, станичные и окружные – упраздняются. Все казаки войска Донского, состоящие в этих комитетах, а также в соединенных Советах военных и рабочих депутатов, отзываются.
3. . До тех пор, пока на Дону не будут введены новые органы управления для неказачьей части населения области, за существующими органами управления сохраняется прежняя власть в отношении всего населения; до введения земства станичная и хуторская милиция находятся в заведовании станичных, хуторских атаманов, которым присваиваются все права и обязанности начальников милиции, установленные действующим законом.
4. . Положение об общественном казачьем управлении и об управлении войсковым хозяйством, в виду особых условий момента, вводится в жизнь немедленно. Одновременно Войсковой круг через особую депутацию представляет Временному правительству ходатайствовать о публикации Положения в Собрании законов и распоряжений правительства.
5. . В виду особых условий переживаемого момента полномочия нынешнего состава Донского Войскового круга подлежит продлить до мая 1918 г.
6. . По тем же соображениям Войсковому Правительству в экстренных случаях предоставляется право созвать Малый круг, вызывая по одному представителю от каждой станицы.

#### Малый круг в августе 1917 года
2-7 августа 1917 года прошёл Малый круг Донского войска. На нём много было сказано о необходимости принятия Временным правительством «Закона о казачестве». 6 августа было принято постановление «Об условиях блока с партией народной свободы…». На круге присутствовали 4 члена ЦК партии кадетов.

### Второй Большой войсковой Круг
Второй войсковой круг собирался с 5 по 14 сентября 1917 года. 25 августа 1917 года, после «Корниловского мятежа», Временное правительство отстранило А. М. Каледина от атаманской должности по подозрению в соучастии в «мятеже».
Военный министр А. И. Верховский приказал А. М. Каледину явиться в Могилёв для дачи показаний следственной комиссии. Основным документом Круга стало постановление «По обвинению Временным правительством Войскового атамана генерала от кавалерии Каледина в мятеже», на основании которого Круг восстановил Каледина в должности Войскового атамана. Было решено направить делегацию в Петроград для выяснения обстоятельств и улаживания конфликта. Во главе делегации был П. М. Агеев.
Атаман Каледин и Войсковое правительство выступили с предложением создать федерацию южных областей России под названием «Юго-Восточного Союза казачьих войск, горцев Кавказа и вольных народов степей». Для обсуждения вопросов о создании будущей федерации на Второй Большой Войсковой круг прибыли представители Кубани и Терека. Юго-Восточный Союз был учреждён 10 октября 1917 года во Владикавказе. Его председателем был избран опять же А. М. Каледин.
Второй Круг принял постановление «О федеративном устройстве Дона и всей России», в котором «на основании прошлого исторического опыта зарождения и существования казачества» было признано необходимым федеративное устройство Российского государства.
Планировалось привлечь в правительство Юго-Восточночного Союза и «невойсковое» население. В Постановлении подчеркивалась насущная необходимость разработать такой проект устройства края, чтобы обеспечить «полную самостоятельность национальностей и крупных бытовых групп в сфере местного законодательства, суда, управления, земельных отношений, культурной и экономической жизни».
На втором большом Войсковом Круге прошли довыборы ещё семи старшин Войскового Правительства («в виду сложности работы по организации управления войска и обширности его хозяйственных отраслей (земельной, лесной, горной, и др.»). Были избраны: И. Т. Семёнов, П. М. Агеев, С. Г. Елатонцев, Г. И. Карев, С. В. Макаров, В. Т. Васильев, А. П. Епифанов.

### Третий Большой войсковой Круг

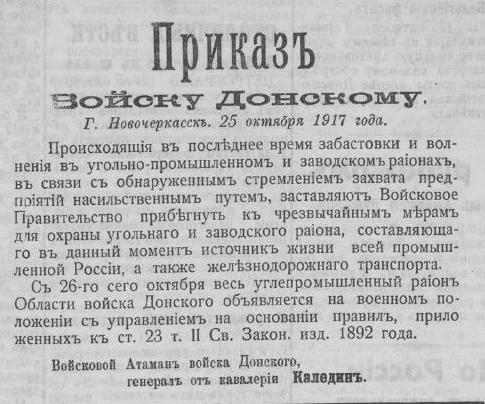
Приказ атамана Войску Донскому

2—13 декабря 1917 года в Новочеркасске прошёл III Большой Войсковой круг. Председателем круга был избран П. М. Агеев, а его товарищами (заместителями) — А. П. Бондарев (Черкасский округ), С. Г. Елатонцев (Усть-Медведицкий округ), В. И. Моисеев (Хопёрский округ), С. И. Бояринов (1-й Донской), А. П. Попов (2-й Донской), И. К. Зенков (Донецкий) и С. П. Мазуренко (от крестьян). 3 декабря Президиум был дополнен еще одним заместителем председателя — Б. Н. Улановым (Сальский округ).
1. Выразить своё полное доверие общей политике, которая до сего времени проводилась Войсковым Правительством.
2. Отставку Войскового Правительства принять по мотивам им выраженным.
3. Власть Областную организовать на основах равного представительства от казачьего и неказачьего населения области войска Донского.
4. Направить телеграмму: «Царицын. Городской Думе, Совету солдатских и рабочих депутатов железнодорожной организации Царицынского узла, местным общественным организациям. <…> Войсковой Круг Донского войска, собравшийся ныне в Новочеркасске, вынес решение объединить в общем управлении областью и все население области на началах равного представительства казачьего и неказачьего, просить Царицынские организации принять немедленно меры к беспрепятственному, без задержек и осмотров пропуску через Царицынский узел всех войсковых казачьих частей и грузов».
5. Выразить есаулу Чернецову и его отряду благодарность от имени Большого Войскового Круга за восстановление порядка в Александровск-Грушевске.

1. о переходе всей полноты исполнительной и законодательной власти Войсковому правительству;
2. что «дела чисто казачьи — хозяйственные, военные и по управлению решаются Войсковым правительством без участия представителей неказачьего населения»;
3. что «Войсковому атаману предоставляется право приостанавливать решения Войскового правительства, когда эти решения противоречат интересам края»;
4. в состав Войскового правительства было избрано 8 широко известных на Дону старшин;
5. был учрежден «особый штат членов Войскового правительства — войсковых есаулов в числе 8 человек (по числу округов в области)»

Этот Круг стал последним Большим войсковым Кругом Войска Донского, так как после 18 мая 1918 года Войско стало именоваться Всевеликим Войском Донским.

#### Выборы Объединённого правительства
По решениям Третьего Круга 5 января 1918 года Войсковое правительство было заменено Объединенным Правительством с участием представителей неказачьего населения.
Руководил правительством генерал-майор М. П. Богаевский. Правительство было сформировано на паритетной основе: 7 человек от казаков и 7 от неказачьего населения. В конце декабря 1917 года под давлением левых численность членов правительства была увеличена до 16 человек (8 казаков и 8 неказаков). Членами Правительства являлись П. М. Агеев, С. Г. Елатонцев, А. П. Епифанов, Г. И. Карев, Н. М. Мельников, И. Ф. Поляков, Б. Н. Уланов, В. А. Харламов. Неказачье население в нём представляли: Г. Г. Боссэ и И. Д. Мирандов (эсеры, от городов Донской области) и Н. Мозжухин (эсер, от рабочих области), беспартийные Г. М. Васильченков (Донецкий округ), Я. И. Регул (I, II, Черкасский и Сальский округа), В. Н. Светозаров (Хоперский и Усть-Медведицкий округа), Н. Н. Кожанов (профессор, меньшевик, Ростовский округ), А. Г. Шошников (врач, энес, Таганрогский округ).
При Правительстве действовал Экономический Совет, им руководили Н. Е. Парамонов и В. А. Харламов.
Как пишет историк Л. Смельчук: «После первых же дней заседаний донского Правительства — стало ясно, что представители не казачьей части, за исключением Светозарова, Мирандова и Шошникова, со всеми эмиссарами являются не союзниками [казаков] в деле борьбы с большевиками, а тормозом и что найти общий язык при создавшейся обстановке является невозможным».
11 февраля 1918 года генерал-майор А. М. Назаров, занявший после смерти А. М. Каледина должность Донского Атамана, распустил объединенное правительство. По другим сведениям оно было распущено еще 29 января 1918 года А. М. Калединым.

### Четвёртый Большой войсковой Круг
В январе 1918 года руководство Войска и атаман Каледин не смогли созвать январский Большой казачий круг. После самоубийства А. М. Каледина 29 января 1918 года в Новочеркасск прибыло лишь немного депутатов, тогда как Малый Войсковой круг мог быть открыт лишь при наличии по одному депутату от имевшихся 135 станиц. Таким образом, 30 января — 5 февраля 1918 года проходило частное совещание делегатов круга, весь состав Правительства ушел в отставку и в феврале оно фактически уже отсутствовало. 30 января частное совещание избрало на должность Атамана генерал-майор А. М. Назаров.
12 февраля казаками из состава полков № 2, 10, 27 и 44 войскового старшины Н. М. Голубова, перешедшими на сторону большевиков, была занята оставленная накануне Добровольческой армией столица Дона — Новочеркасск. Войсковой старшина Н. М. Голубов ворвался в здание «Судебных установлений», где проходило заседание Войскового Круга, сорвал с Войскового атамана А. М. Назарова генеральские погоны, арестовал его и председателя Войскового Круга Е. А. Волошинова, а депутатам приказал «убираться к чертям», а в городе была провозглашена советская власть.

12 февраля Назаров писал своей жене из-под ареста: 
«…Подробности ареста ты уже, вероятно, знаешь уже из телеграмм. Понятно, сведения эти далеко не истинны. Но истину и я не мог бы сообщить, так много было нелепого. Но и в трагическом много комизма, и я имел возможность смеяться. Смешнее всего было зрелище: ста-двухсот человек Круга (Верховной власти), вытянувшихся в струнку перед новым Бонапартом XX века…»
18 февраля 1918 года Атаман А. М. Назаров был расстрелян. На Дону в очередной раз была установлена советская власть.

## Круг спасения Дона
3 мая 1918 года был созван Круг спасения Дона, на нём был избран атаманом б генерал-лейтенант П. Н. Краснов. 4 мая на Круге были приняты подготовленные П. Н. Красновым «Законы Войска». В них говорилось: «Власть управления на Дону во всем объеме принадлежит Войсковому атаману». Было создано правительство Войска под названием «Совет управляющих отделами Войска».
Выборы в «Круг Всевеликого Войска Донского» требовали установления правил, по которым они проводятся. Для это было подготовлено «Особое положение о выборах делегатов на Большой войсковой Круг». 4 июня 1918 года его объявили в приказе по Войску № 173. Выборы членов Круга проходили по всем 10 округам Области и были прямыми всеобщими тайными и равными. Ход выборов и их правильность контролировали Войсковая, окружные и станичные выборные комиссии. Круг избирал Донского Атамана, принимал ежегодный отчет по управлению Войском и Управлению отделами Войска, рассматривал бюджет Войска. Работа Круга шла под руководством Председателя и товарищей (заместителей) Председателя (по 1-му от округа). Их избирали на заседании Круга. На заседании Круга также избирались Секретарь Круга и его заместители (товарищи). Председатель, секретарь и их товарищи составляли Президиум Круга .
Президиум избирали на время действия Круга, на этот же срок избирали и Канцелярию Круга. По каждому из направлений деятельности Войска избирались комиссии по руководству этими направлениями. Таких комиссий было более 20, в их числе: земельная, финансовая, торгово-промышленная и другие. Для решения некоторых оперативных вопросов создавали чрезвычайные комиссии. Например, была создана Чрезвычайная комиссия для проверки правильности представления отсрочек от военной службы. Своеобразие международного и политического положения Всевеликого Войска Донского отразилось в том, что был создан «Отдел внешних сношений Войска». Этот отдел по указанию Атамана предпринимал действия для укрепления международных связей Войска, для получения своевременной помощи со стороны иностранных государств. Действовали, организованные Кругом, Войсковой Суд, Совет Финансов и Совет управляющих отделами Войска. Члены Круга, Находившиеся на местах члены Круга в время перерывов в его работе образовывали у себя в станицах собрания членов Круга. Эти собрания готовили материалы для будущего рассмотрения их на Круге. Круг принимал по итогам своей работы — воззвания, обращения, постановления, указы и законы.
Первые выборы членов Большого войскового Круга прошли в июне — августе 1918 года. Всего было избрано 360 делегатов. Председателем был избран известный общественный деятель В. Л. Харламов, депутат Государственных дум всех 4-х созывов, секретарем стал донской писатель Ф. Д. Крюков. Они занимали эти должности в продолжение всего времени действия Круга.
Работа Круга проходила в виде регулярно созывавшихся сессий. Было проведено 3 таких сессии.

### Первая сессия Круга спасения Дона
Проходила с 15 августа по 20 сентября 1918 года. Итогом её деятельности было принятие Конституции Войска;

### Вторая сессия Круга спасения Дона
Проходила с 1 февраля по 2 июня 1919 года, она избрала 6 февраля 1919 года Донским Атаманом вместо П. Н. Краснова генерал-лейтенанта А. П. Богаевского. С этого момента А. П. Богаевский одновременно был Атаманом и главой Донского Правительства («Совета управляющих отделами Войска»). Смещение П. Н. Краснова было предопределено установлением единого командования во ВСЮР (Вооруженные силы Юга России). 26 декабря 1918 года А. И. Деникин подписал приказ: «По согласованию с атаманами Всевеликого Войска Донского и Кубанского я вступил в командование всеми сухопутными и морскими силами…».

### Третья сессия Круга спасения Дона
Проходила с 1 октября по 1 декабря 1919 года. Это была последняя сессия Круга, так как учреждения и организации Области Войска Донского были эвакуированы из-за наступления РККА.

## Верховный Казачий Круг Дона, Кубани и Терека
Некоторые члены Круга спасения Дона приняли участие в работе возникшего в Екатеринодаре 5 январе 1920 года Верховного Казачьего Круга.
Верховный Казачий Круг объявил себя вышей властью по общим казачьим делам Дона, Кубани и Терека. Председателем Верховного Казачьего Круга был выбран И. П. Тимошенко. 16 января 1920 года Круг согласился с условиями, выдвинутыми Главнокомандующим ВСЮР генералом А. П. Деникиным, о передаче ему оперативного управления казачьими военными соединениями Кубани, Дона и Терека. Но, через 2 месяца, 16 марта 1920 года Круг эти соглашения, заключенные ранее с Деникиным, отменил. После того, как 22 марта А. П. Деникин передал командование ВСЮР генерал-лейтенанту П. Н. Врангелю некоторые члены Круга вошли в правительство, сформированное при генерале П. Н. Врангеле. Вскоре после заключения этим правительством соглашения с казачьими областями на Дону, Кубани, по Тереку и в Астрахани, оно стало называться Правительством Юга России.
В ноябре 1920 года Правительство Юга России вместе со всеми своими учреждениями и частями Вооружённых сил Юга России были эвакуированы из Крыма и покинули Россию.

## Комментарии
1. ↑  Речь идёт о сыне знаменитого атамана Фрола Минаева, Василии Фроловиче Фролове (Минаеве), который был выборным атаманом в 1715 и 1717 годах, а затем наказным (то есть установленным по наказу) атаманом с 1718 по 1723 год.
2. ↑  Инициалы присяжного поверенного Мирандова точно неизвестны. В одном источнике он Д. Г.  Мирандов[7], в статье Н. В. Звездовой — И. Д. Мирандов[2], в другой статье того же автора — Н. Д. Мирандов[8].
3. ↑  В одном источнике он Г. М. Васильченко[7], в статье Н. В. Звездовой — Г. Васильченков[2].
4. ↑  В одном источнике он А. Г. Шашников[7], в статье Н. В. Звездовой — А. Шошников[2].